# Yūrakuchō-Linie (Tōkyō Metro)
| Züge aus den Serien 10000, 07, und 7000 (von links) |                   |                         |                         |
| |                   |                         |                         |
| Streckenlänge: | 28,3 km           |                         |                         |
| Spurweite: | 1067 mm (Kapspur) |                         |                         |
| Stromsystem: | 1500 V =          |                         |                         |
| Streckengeschwindigkeit: | 80 km/h           |                         |                         |
| |                   |                         |                         |
| \| \| \| \| \| \| \| 0,0 \| Y01 Wakōshi \| Y01 Wakōshi \| \| \| 2,2 \| Y02 Chikatetsu-narimasu \| Y02 Chikatetsu-narimasu \| \| \| 3,6 \| Y03 Chikatetsu-akatsuka \| Y03 Chikatetsu-akatsuka \| \| \| 5,4 \| Y04 Heiwadai \| Y04 Heiwadai \| \| \| 6,8 \| Y05 Hikawadai \| Y05 Hikawadai \| \| \| 8,3 \| Y06 Kotake-mukaihara \| Y06 Kotake-mukaihara \| \| \| 9,3 \| Y07 Senkawa \| Y07 Senkawa \| \| \| 10,3 \| Y08 Kanamechō \| Y08 Kanamechō \| \| \| 11,5 \| Y09 Ikebukuro \| Y09 Ikebukuro \| \| \| \| Fukutoshin-Linie \| \| \| \| 12,4 \| Y10 Higashi-ikebukuro \| Y10 Higashi-ikebukuro \| \| \| 13,5 \| Y11 Gokokuji \| Y11 Gokokuji \| \| \| 14,8 \| Y12 Edogawabashi \| Y12 Edogawabashi \| \| \| 16,4 \| Y13 Iidabashi \| Y13 Iidabashi \| \| \| 17,5 \| Y14 Ichigaya \| Y14 Ichigaya \| \| \| 18,4 \| Y15 Kōjimachi \| Y15 Kōjimachi \| \| \| 19,3 \| Y16 Nagatachō \| Y16 Nagatachō \| \| \| 20,2 \| Y17 Sakuradamon \| Y17 Sakuradamon \| \| \| 21,2 \| Y18 Yūrakuchō \| Y18 Yūrakuchō \| \| \| 21,7 \| Y19 Ginza-itchōme \| Y19 Ginza-itchōme \| \| \| 22,4 \| Y20 Shintomichō \| Y20 Shintomichō \| \| \| 23,7 \| Y21 Tsukishima \| Y21 Tsukishima \| \| \| 25,1 \| Y22 Toyosu \| Y22 Toyosu \| \| \| 26,8 \| Y23 Tatsumi \| Y23 Tatsumi \| \| \| 28,3 \| Y24 Shin-Kiba \| Y24 Shin-Kiba \| |                   |                         |                         |
| U-Bahn-Betriebs-/Güterbahnhof Streckenanfang (im Tunnel) |                   |                         |                         |
| U-Bahn-Bahnhof (im Tunnel) | 0,0               | Y01 Wakōshi             | Y01 Wakōshi             |
| U-Bahn-Bahnhof (im Tunnel) | 2,2               | Y02 Chikatetsu-narimasu | Y02 Chikatetsu-narimasu |
| U-Bahn-Bahnhof (im Tunnel) | 3,6               | Y03 Chikatetsu-akatsuka | Y03 Chikatetsu-akatsuka |
| U-Bahn-Bahnhof (im Tunnel) | 5,4               | Y04 Heiwadai            | Y04 Heiwadai            |
| U-Bahn-Bahnhof (im Tunnel) | 6,8               | Y05 Hikawadai           | Y05 Hikawadai           |
| U-Bahn-Bahnhof (im Tunnel) | 8,3               | Y06 Kotake-mukaihara    | Y06 Kotake-mukaihara    |
| U-Bahn-Bahnhof (im Tunnel) | 9,3               | Y07 Senkawa             | Y07 Senkawa             |
| U-Bahn-Bahnhof (im Tunnel) | 10,3              | Y08 Kanamechō           | Y08 Kanamechō           |
| U-Bahn-Bahnhof (im Tunnel) | 11,5              | Y09 Ikebukuro           | Y09 Ikebukuro           |
| U-Bahn-Abzweig geradeaus und nach rechts (im Tunnel) |                   | Fukutoshin-Linie        | Fukutoshin-Linie        |
| U-Bahn-Bahnhof (im Tunnel) | 12,4              | Y10 Higashi-ikebukuro   | Y10 Higashi-ikebukuro   |
| U-Bahn-Bahnhof (im Tunnel) | 13,5              | Y11 Gokokuji            | Y11 Gokokuji            |
| U-Bahn-Bahnhof (im Tunnel) | 14,8              | Y12 Edogawabashi        | Y12 Edogawabashi        |
| U-Bahn-Bahnhof (im Tunnel) | 16,4              | Y13 Iidabashi           | Y13 Iidabashi           |
| U-Bahn-Bahnhof (im Tunnel) | 17,5              | Y14 Ichigaya            | Y14 Ichigaya            |
| U-Bahn-Bahnhof (im Tunnel) | 18,4              | Y15 Kōjimachi           | Y15 Kōjimachi           |
| U-Bahn-Bahnhof (im Tunnel) | 19,3              | Y16 Nagatachō           | Y16 Nagatachō           |
| U-Bahn-Bahnhof (im Tunnel) | 20,2              | Y17 Sakuradamon         | Y17 Sakuradamon         |
| U-Bahn-Bahnhof (im Tunnel) | 21,2              | Y18 Yūrakuchō           | Y18 Yūrakuchō           |
| U-Bahn-Bahnhof (im Tunnel) | 21,7              | Y19 Ginza-itchōme       | Y19 Ginza-itchōme       |
| U-Bahn-Bahnhof | 22,4              | Y20 Shintomichō         | Y20 Shintomichō         |
| U-Bahn-Bahnhof (im Tunnel) | 23,7              | Y21 Tsukishima          | Y21 Tsukishima          |
| U-Bahn-Bahnhof (im Tunnel) | 25,1              | Y22 Toyosu              | Y22 Toyosu              |
| U-Bahn-Bahnhof (im Tunnel) | 26,8              | Y23 Tatsumi             | Y23 Tatsumi             |
| U-Bahn-Bahnhof (im Tunnel) | 28,3              | Y24 Shin-Kiba           | Y24 Shin-Kiba           |

Die Yūrakuchō-Linie (jap. 有楽町線, Yūrakuchō-sen) ist eine der neun U-Bahn-Linien der Tōkyō Metro, einer der zwei U-Bahn-Gesellschaften Tokios.
Die 28,3 km lange Strecke verläuft vom Nordwesten Tokios in den Osten und unter dem Sumida entlang. Sie beginnt am Bahnhof Wakōshi in der Präfektur Saitama, und endet in Shin-Kiba. Die Farbe der Streckenkarte ist gelb , die Linie hat den Erkennungsbuchstaben Y, gefolgt von der jeweiligen Nummer der einzelnen Stationen. Die Yūrakuchō-Linie wird auch als Linie 8 bezeichnet. Benannt ist die Linie nach dem Tokioter Stadtteil Yūrakuchō (Bahnhof Yūrakuchō Y-18) nahe der Ginza.

## Geschichte
Am 30. Oktober 1974 wurde der erste Teil der Yūrakuchō-Linie von Wakōshi nach Ginza-itchome eröffnet. Am 27. März 1980 folgte dann die Verlängerung bis Shintomichō nahe der Ginza. Schließlich wurde die Linie bis Shin-kiba am 8. Juni 1988 endgültig ausgebaut.

## Streckenteilung
Die Yūrakuchō-Linie teilt sich seit mehreren Jahren einige Streckenabschnitte mit der Tōbu Tōjō-Hauptlinie, mit der Seibu Ikebukuro-Linie, sowie der Fukutoshin-Linie.
Am 14. Juni 2008 eröffnete auf der Strecke der Linie ein sog. Semi-Express (準急, junkyū), welcher zweimal pro Stunde auf der Strecke von Wakōshi nach Shin-kiba verkehrt und zwischen dem Streckenanfang und dem Bahnhof Ikebukuro nur einmal, nämlich in Kotake-mukaihara (Y-06), hält. Ab dem Bahnhof Ikebukuro bis Shin-kiba hält der Semi-Express an allen folgenden Stationen.

## Ausbau
Eine Zweigstrecke im Osten ist geplant. Vom Bahnhof Toyosu (Y-22) soll eine neue Strecke Richtung Norden über Kameari bis Noda in der Präfektur Chiba führen.

## Fahrzeuge

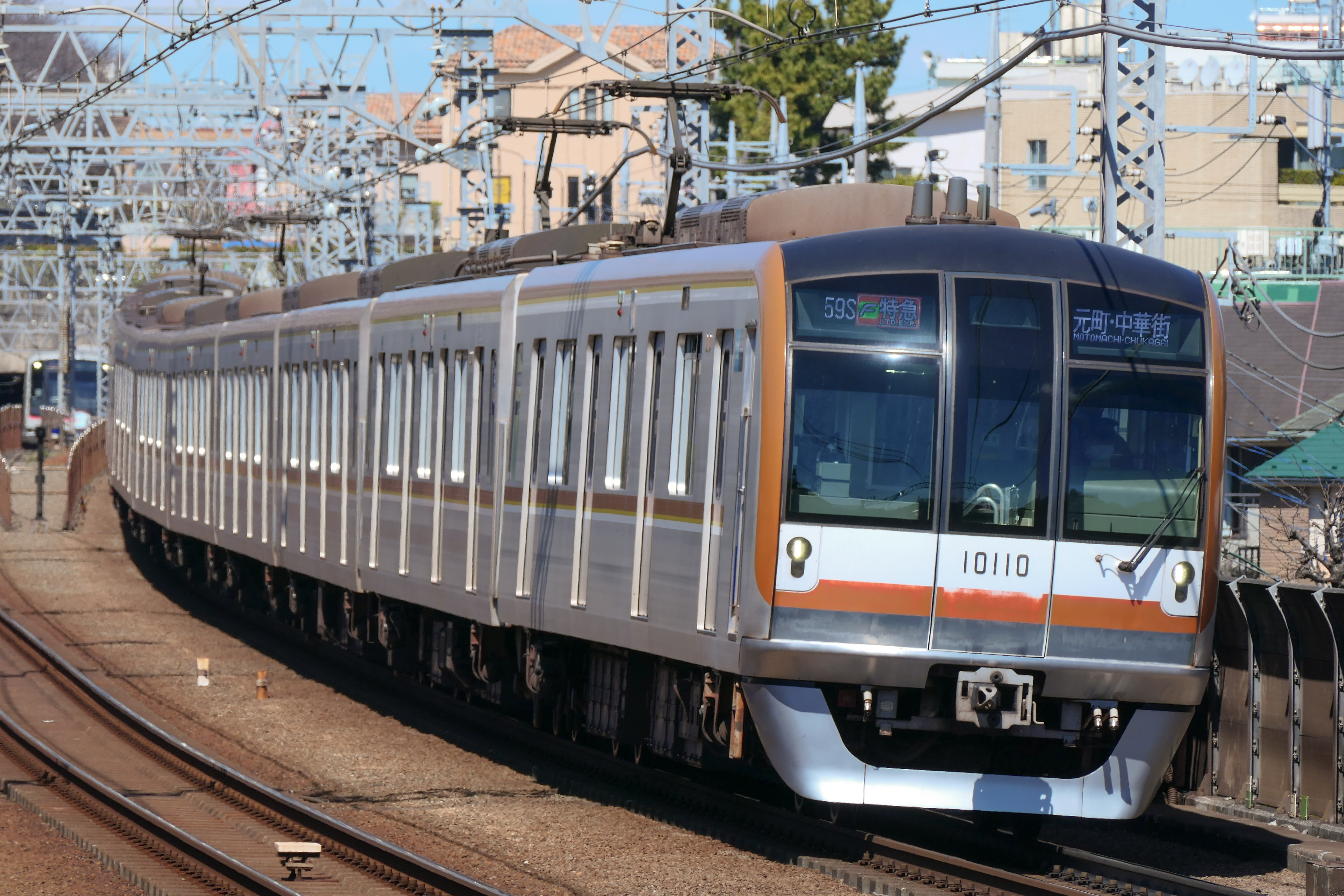
Serie 10000

Auf der Yūrakuchō-Linie verkehren hauptsächlich Triebzüge mit zehn Wagen. Der Wagenpark ist wegen gemeinsam betriebener Streckenabschnitte dem der Fukutoshin-Linie sehr ähnlich.
Depots und Wartungsstationen sind das Wakō Depot (和光検車区), das Shin-Kiba Depot (新木場検車区) und das Shin-Kiba Car Renewal (新木場CR).